# Eric McPherson
Eric McPherson (1911 - Sydney, juli 1997) was een Australisch motorcoureur. 

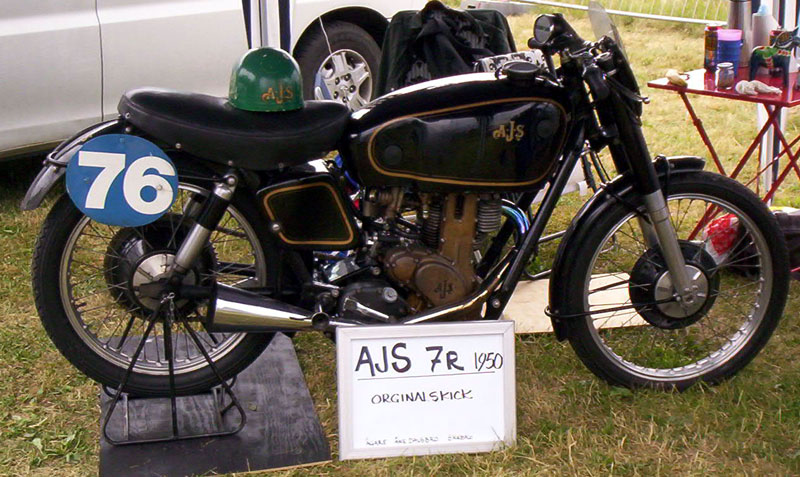
AJS 7R uit 1950

Eric McPherson was de eerste Australiër die na de Tweede Wereldoorlog uitkwam in de Isle of Man TT. In 1948 was hij al fabriekscoureur voor AJS en een van de eersten die de beschikking kregen over de gloednieuwe 350cc-AJS 7R "Boy Racer". Tijdens de trainingen brak hij een botje in zijn onderrug, waardoor hij zijn seizoen vroegtijdig moest beëindigen. In het seizoen 1949, toen het wereldkampioenschap wegrace werd ingesteld, reed hij opnieuw voor AJS. Met zijn Boy Racer werd hij elfde in de 350cc-Junior TT, maar met dezelfde machine werd hij ook veertiende in de 500cc-Senior TT. In dit eerste wereldkampioenschap eindigde hij als vierde in de 350cc-klasse. Ook in het seizoen 1950 reed hij enkele WK-races op de AJS, maar in de 500cc-klasse gebruikte hij ook een Norton Manx.
Na het seizoen reisde McPherson zoals de meeste van zijn landgenoten terug naar Australië om ook daar te racen. Na een ongeval op het circuit van Bathurst begin 1951 besloot hij zijn carrière te beëindigen.
Eric McPherson overleed in juli 1997 in Sydney op 86-jarige leeftijd.

## Wereldkampioenschap wegrace resultaten
| Jaar | Klasse | Team  | Motorfiets | 1       | 2       | 3     | 4     | 5     | 6     | Punten | Plaats | Overwinningen |
| ---- | ------ | ----- | ---------- | ------- | ------- | ----- | ----- | ----- | ----- | ------ | ------ | ------------- |
| 1949 | 350 cc | AJS   | 7R         | IOM 14  | ZWI -   | NED 5 | BEL 5 | ULS 4 |       | 16     | 4e     | 0             |
| 1949 | 500 cc | AJS   | 7R         | IOM 11  | ZWI -   | NED - | BEL - | ULS - | NAT - | 0      | -      | 0             |
| 1950 | 350 cc | AJS   | 7R         | IOM DNF | BEL -   | NED - | ZWI - | ULS 4 | NAT - | 2      | 14e    | 0             |
| 1950 | 500 cc | Privé | AJS 7R     | IOM 14  | BEL DNF |       |       |       |       | 3      | 12e    | 0             |
| 1950 | 500 cc | Privé | Norton 30M |         |         | NED 5 | ZWI - | ULS - | NAT - | 3      | 12e    | 0             |